# Yasuo Takei
Yasuo Takei (jap. 武井 保雄, Takei Yasuo, * 4. Januar 1930; † 10. August 2006) war ein japanischer Multimilliardär und Gründer des auf Konsumentenkredite spezialisierten Unternehmens Takefuji.

## Biographie
Takei gründete 1966 das Kreditinstitut Fuji Shoji und benannte es 1974 um in Takefuji. Unter seiner Leitung wurde das Unternehmen der Marktführer für Ratenkredite in Japan.
Sein Ruf und der Börsenwert seines Unternehmens litten in den 1990er Jahren Schaden, als bekannt wurde, dass das Unternehmen ausstehende Kredite auf zweifelhafte Art eintreiben ließ. Takei wurde im Zusammenhang mit der Berichterstattung über diese Praktiken im November 2004 zu einer dreijährigen Bewährungsstrafe wegen illegalen Abhörens und Beleidigung von Journalisten verurteilt; außerdem erhielt er eine Geldstrafe in Höhe von $ 8.700. Er hatte zuvor die Telefone zweier freier Journalisten abhören lassen, die kritische Artikel über sein Unternehmen und ihn veröffentlicht hatten. Außerdem wurde er schuldig gesprochen, Mitarbeiter von Takefuji angewiesen zu haben, beleidigende Aussagen über einen der Journalisten auf die Firmenwebsite zu stellen. Im Urteil wurde Takei zudem verpflichtet, die Mehrheit an seinem Unternehmen zu verkaufen. Er trat von seinem Vorstandsvorsitz bei Takefuji zurück, soll aber nach wie vor das Unternehmen telefonisch kontrolliert haben. Bei seinem Tod hielten er und seine Familie noch unter 25 % an Takefuji.
Takei starb an Leberversagen. Zum Zeitpunkt seines Todes war er nach der Forbes-Magazine-Liste von 2006 mit einem Gesamtvermögen von geschätzt 5,6 Mrd. Dollar der zweitwohlhabendste Mann Japans nach Masayoshi Son.